# Gōshō-ji (Takarazuka)

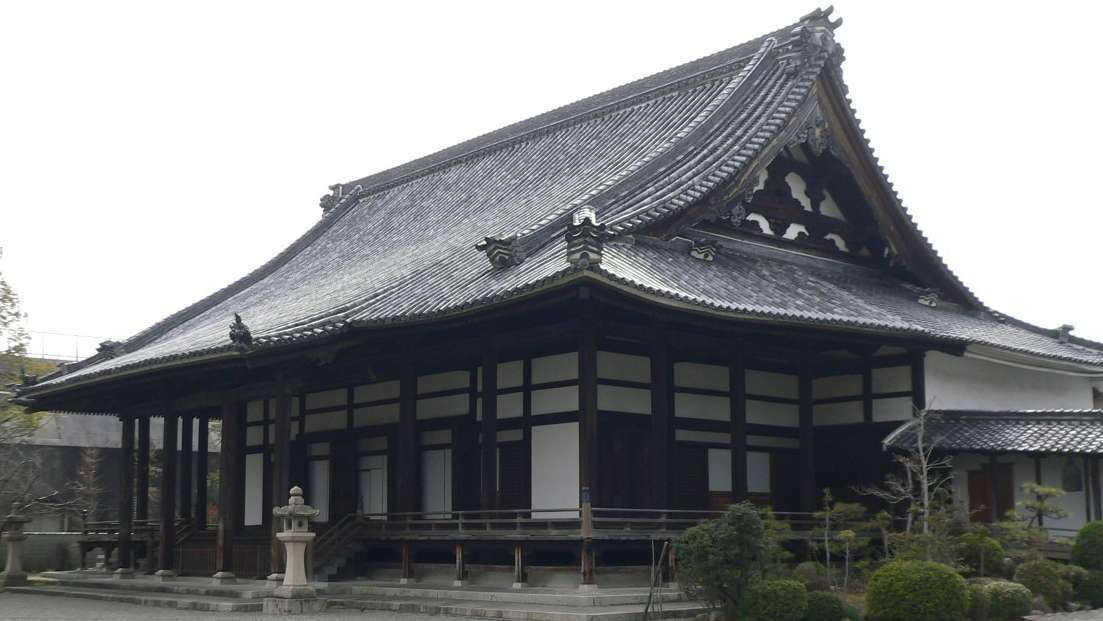
Bâtiment principal du Gōshō-ji

Le Gōshō-ji (毫摂寺, gōshō-ji) est un temple bouddhiste à Takarazuka, préfecture de Hyōgo au Japon. L'autre nom du temple est Kohama-gobo (小浜御坊). Kohama est le nom de la zone autour du temple et le long du Arima Kaidō, qui reliait Osaka et Kyoto à Arima Onsen à l'époque d'Edo. Le temple appartient à la secte bouddhiste Jōdo Shinshū.

## Histoire
Le Gōshō-ji aurait été établi dans le « Meiou Nenkan » de 1492 à 1501. Au cours de l'époque Sengoku au XVIe siècle, la ville de Kohama se développe comme une typique ville-temple (寺内町 jinai-machi) du Gōshō-ji. Cependant, la ville et le temple sont incendiés par le général Fukushima Masanori (福島正則) en 1595 sur ordre de Toyotomi Hideyoshi parce que l'une des femmes de Toyotomi Hidetsugu, Kohama-hime (小浜姫) ou Kame-hime (亀姫) originaire de cette ville, a été tuée avec Hidetsugu par Hideyoshi. Hidetsugu est un neveu de Hideyoshi, mais il est tué par Hideyoshi parce que Hideyoshi pense qu'il est possible que Hidetsugu puisse s'emparer du pouvoir de Hideyoshi et Toyotomi Hideyori, Toyotomi Hideyori, le seul fils de Hideyoshi. 
Au cours de l'ère Meiji, le Gōshō-ji reçoit de la secte le titre de Bekkaku (別格), qui signifie littéralement « spécial ».